# Logania subura
Logania subura är en fjärilsart som beskrevs av Hans Fruhstorfer 1914. Logania subura ingår i släktet Logania och familjen juvelvingar. Inga underarter finns listade i Catalogue of Life.